# استقرار عددي
دراسة الاستقرار العددي (بالإنجليزية: numerical stability)‏ لطرائق حل المعادلات هو اهتمام من اهتمامات الرياضيات العددية وهو شبيه وشديد الارتباط بدراسة الاستقرار في النظم. أهمية دراسة الاستقرار العددي تنبع من أنه إذا كان لديك معادلة، سواء أن كانت تفاضلية اِعتيادية أو تفاضلية جزئية أو خطية أو غيره، قد يكون من الممكن حلها تحليليا (عن طريق الورقة والقلم واختزال معادلات وتطويعها إلخ) ولكن المشكلة تتمثل في حال التي نريد فيه حلها عن طريق الحاسوب.

## إشكاليات حل المعادلات بالحاسوب
تتمثل أهم إشكاليات حل المعادلات الرياضية في الحاسوب في مشكلتين:
- الحاسوب لا يمكنه تخزين أو تمثيل كل الأعداد في ذاكرته. العدد العشري (أي في القاعدة 10) 0.1 مثلا يساوي في القاعدة الثنائية التي يعمل بها الحاسوب عددا دوريا(periodic) ونظرا لمحدودية ذاكرة الحاسوب فهو يقطع هذه البيريود بعد عدد معين من البتات مما يتسبب في خطئ في تمثيل الأعداد في ذاكرة الكومبيوتر.
- المشكل الثاني هو أن الحاسوب الرقمي أي المنتشر الآن(على عكس الحاسوب المتواتر) في الحقيقة لا يمكنه إلا أن يقوم بعملية حسابية واحدة ألا وهي الجمع مما يجعلنا نضطر إلى التعبير عن التفاضل أو التكامل بطريقة أخرى. أي أنه يتم تقريب عملية التفاضل أو التكامل بعمليات أخرى مما يولد خطئا ثاني عند حل المعادلات عن طريق الحاسوب

هذه الأخطاء إن تراكمت أثناء عملية حل المعادلة فإنه يمكن أن نتحصل على حل خاطئ تماما ولا يتطابق مع الحل الحقيقي للمعادلة.

## مبرهنة لاكس
تقول مبرهنة لاكس أنه إذا:
- كانت طريقة حل المعادلة مستقرة عدديا
- كانت طريقة حل المعادلة خالية من التناقض (consistent)

فإن حل المعادلة بهذه الطريقة يعطي الحل الصحيح أو بالأحرى أن الحل العددي يتوق نحو أو يتجه نحو الحل الصحيح (convergence)

## الاستقرار العددي
و كما نرى من المبرهنة أعلاه فإن الاستقرار العددي لطريقة حل المعادلة لازم حتى يكون الحل العددي أي نتيجة الحاسوب تساوي النتيجة التحليلية الصحيحة أو على الأقل حتى نضمن حد معين من تطابق الحل العددي والحل التحليلي.

تعتبر طريقة ما لحل معادلة، طريقة مستقرة عدديا إذا كانت الأخطاء المذكورة أعلاه أي الأخطاء المرتبطة بمحدودية ذاكرة الحاسوب زائد الخطئ الناجم عن استعمال تقريب لبعض العمليات، إذا كان هذا الخطئ يصبح خلال عملية حل المعادلة أصغر فأصغر. أي أن خوارزمية حل المعادلة تعتمد على إعادة نفسها وفي كل إعادة يصبح الخطئ أصغر. وفي ما يلي مثال ندرس فيه الاستقرار العددي ونبين فيه بعض ما ذكرناه أعلاه. ولكن قبل ذلك سنذكر بعض التقريبات لعمليات رياضية.

### تقريب لعملية الاشتقاق
تتم عادة في الرياضيات تعريف الاشتقاق أو التفاضل كما يلي:

{\displaystyle {\dot {f(x)}}=f(x)^{'}=lim(\Delta x\rightarrow 0){\frac {f(x+\Delta x)-f(x)}{\Delta x}}}

و لذلك يمكننا إذا كانت قيمة {\displaystyle \Delta x} صغيرة جدا أن (و إن لم تكن صفرا) نعتبر عملية الاشتقاق تنفذ تقريبا بتطبيق المعادلة التالية:

{\displaystyle {\dot {f(x)}}=f(x)^{'}={\frac {f(x+\Delta x)-f(x)}{\Delta x}}}

(يجدر بالذكر أن هذه ليست إلا طريقة من طرق تقريب الاشتقاق وهي ليست الوحيدة)

### تقريب لعملية التكامل
كما يمكن التعبير عن التكامل المحدود كما يلي:

{\displaystyle F(x)=\int {f(x)dx}=lim(n\rightarrow \infty \wedge \Delta x\rightarrow 0)\sum ^{n}f(x)\Delta x}

و في حال أن {\displaystyle \Delta x} صغيرة القيمة فأنه يمكن التعبير عن التكامل تقريبيا عن طريق المعادلة التابية:

{\displaystyle F(x)=\int {f(x)dx}=\sum ^{n}f(x)\Delta x}

(يجدر بالذكر أن هذه ليست إلا طريقة من طرق تقريب التكامل المحدود وهي ليست الوحيدة)